# 北海道小学校一覧
北海道小学校一覧（ほっかいどうしょうがっこういちらん）は、北海道の小学校および義務教育学校（前期課程）の一覧。

## 国立小学校

### 石狩振興局

#### 札幌市北区
- 北海道教育大学附属札幌小学校

### 渡島総合振興局

#### 函館市
- 北海道教育大学附属函館小学校

### 上川総合振興局

#### 旭川市
- 北海道教育大学附属旭川小学校

### 釧路総合振興局

#### 釧路市
- 北海道教育大学附属釧路義務教育学校

## 公立小学校・義務教育学校

### 石狩振興局

#### 札幌市中央区
- 札幌市立大倉山小学校
- 札幌市立幌西小学校
- 札幌市立幌南小学校
- 札幌市立資生館小学校
- 札幌市立桑園小学校
- 札幌市立中央小学校
- 札幌市立二条小学校
- 札幌市立日新小学校
- 札幌市立盤渓小学校
- 札幌市立伏見小学校
- 札幌市立円山小学校
- 札幌市立三角山小学校
- 札幌市立緑丘小学校
- 札幌市立宮の森小学校
- 札幌市立山鼻小学校
- 札幌市立山鼻南小学校

#### 札幌市北区
- 札幌市立あいの里西小学校
- 札幌市立あいの里東小学校
- 札幌市立茨戸小学校
- 札幌市立鴻城小学校
- 札幌市立篠路小学校
- 札幌市立篠路西小学校
- 札幌市立拓北小学校
- 札幌市立太平小学校
- 札幌市立太平南小学校
- 札幌市立百合が原小学校
- 札幌市立屯田小学校
- 札幌市立屯田西小学校
- 札幌市立屯田南小学校
- 札幌市立屯田北小学校
- 札幌市立新琴似小学校
- 札幌市立新琴似北小学校
- 札幌市立新琴似西小学校
- 札幌市立新琴似南小学校
- 札幌市立新琴似緑小学校
- 札幌市立新光小学校
- 札幌市立光陽小学校
- 札幌市立新川小学校
- 札幌市立新川中央小学校
- 札幌市立和光小学校
- 札幌市立北陽小学校
- 札幌市立新陽小学校
- 札幌市立白楊小学校
- 札幌市立幌北小学校
  - 札幌市立幌北小学校ひまわり分校
- 札幌市立北九条小学校

#### 札幌市東区
- 札幌市立丘珠小学校
- 札幌市立開成小学校
- 札幌市立北小学校
- 札幌市立北園小学校
- 札幌市立義務教育学校福移学園（義務教育学校）
- 札幌市立栄北小学校
- 札幌市立栄小学校
- 札幌市立栄西小学校
- 札幌市立栄東小学校
- 札幌市立栄町小学校
- 札幌市立栄緑小学校
- 札幌市立栄南小学校
- 札幌市立札苗北小学校
- 札幌市立札苗小学校
- 札幌市立札苗緑小学校
- 札幌市立札幌小学校
- 札幌市立東光小学校
- 札幌市立苗穂小学校
- 札幌市立中沼小学校
- 札幌市立東苗穂小学校
- 札幌市立伏古北小学校
- 札幌市立伏古小学校
- 札幌市立北光小学校
- 札幌市立本町小学校
- 札幌市立美香保小学校
- 札幌市立明園小学校
- 札幌市立元町北小学校
- 札幌市立元町小学校

#### 札幌市白石区
- 札幌市立東橋小学校
- 札幌市立白石小学校
- 札幌市立大谷地小学校
- 札幌市立上白石小学校
- 札幌市立本郷小学校
- 札幌市立南郷小学校
- 札幌市立本通小学校
- 札幌市立東札幌小学校
- 札幌市立北郷小学校
- 札幌市立東白石小学校
- 札幌市立北白石小学校
- 札幌市立西白石小学校
- 札幌市立北都小学校
- 札幌市立幌東小学校
- 札幌市立平和通小学校
- 札幌市立南白石小学校
- 札幌市立菊水小学校
- 札幌市立川北小学校
- 札幌市立東川下小学校
- 札幌市立米里小学校

#### 札幌市豊平区
- 札幌市立旭小学校
- 札幌市立あやめ野小学校
- 札幌市立しらかば台小学校
- 札幌市立月寒小学校
- 札幌市立月寒東小学校
- 札幌市立東園小学校
- 札幌市立豊園小学校
- 札幌市立豊平小学校
- 札幌市立中の島小学校
- 札幌市立西岡小学校
- 札幌市立西岡北小学校
- 札幌市立西岡南小学校
- 札幌市立東山小学校
- 札幌市立羊丘小学校
- 札幌市立平岸小学校
- 札幌市立平岸高台小学校
  - 札幌市立平岸高台小学校のぞみ分校
- 札幌市立平岸西小学校
- 札幌市立福住小学校
- 札幌市立美園小学校
- 札幌市立みどり小学校
- 札幌市立南月寒小学校

#### 札幌市南区
- 札幌市立石山緑小学校
- 札幌市立芸術の森小学校
- 札幌市立北の沢小学校
- 札幌市立義務教育学校定山渓学園（義務教育学校）
- 札幌市立駒岡小学校
- 札幌市立澄川小学校
- 札幌市立澄川西小学校
- 札幌市立澄川南小学校
- 札幌市立藤野小学校
- 札幌市立藤の沢小学校
- 札幌市立藤野南小学校
- 札幌市立真駒内公園小学校
- 札幌市立真駒内桜山小学校
- 札幌市立簾舞小学校
- 札幌市立南小学校
- 札幌市立南の沢小学校
- 札幌市立藻岩小学校
- 札幌市立藻岩北小学校
- 札幌市立藻岩南小学校

#### 札幌市西区
- 札幌市立琴似小学校
- 札幌市立琴似中央小学校
- 札幌市立西園小学校
- 札幌市立手稲東小学校
- 札幌市立手稲宮丘小学校
- 札幌市立西小学校
- 札幌市立西野小学校
- 札幌市立西野第二小学校
- 札幌市立二十四軒小学校
- 札幌市立八軒小学校
- 札幌市立八軒北小学校
- 札幌市立八軒西小学校
- 札幌市立発寒小学校
- 札幌市立発寒西小学校
- 札幌市立発寒東小学校
- 札幌市立発寒南小学校
- 札幌市立福井野小学校
- 札幌市立平和小学校
- 札幌市立山の手小学校
- 札幌市立山の手南小学校

#### 札幌市厚別区
- 札幌市立信濃小学校
- 札幌市立小野幌小学校
- 札幌市立新札幌わかば小学校
- 札幌市立共栄小学校
- 札幌市立ひばりが丘小学校
- 札幌市立もみじの丘小学校
- 札幌市立もみじの森小学校
- 札幌市立厚別西小学校
- 札幌市立厚別北小学校
- 札幌市立大谷地東小学校
- 札幌市立ノホロの丘小学校
- 札幌市立厚別通小学校
- 札幌市立厚別東小学校

#### 札幌市手稲区
- 札幌市立稲積小学校
- 札幌市立稲穂小学校
- 札幌市立新発寒小学校
- 札幌市立新陵小学校
- 札幌市立新陵東小学校
- 札幌市立手稲北小学校
- 札幌市立手稲中央小学校
- 札幌市立手稲鉄北小学校
- 札幌市立手稲西小学校
- 札幌市立手稲山口小学校
- 札幌市立富丘小学校
- 札幌市立西宮の沢小学校
- 札幌市立星置東小学校
- 札幌市立前田小学校
- 札幌市立前田北小学校
- 札幌市立前田中央小学校

#### 札幌市清田区
- 札幌市立三里塚小学校
- 札幌市立真栄小学校
- 札幌市立清田小学校
- 札幌市立清田南小学校
- 札幌市立清田緑小学校
- 札幌市立美しが丘小学校
- 札幌市立美しが丘緑小学校
- 札幌市立平岡公園小学校
- 札幌市立平岡小学校
- 札幌市立平岡中央小学校
- 札幌市立平岡南小学校
- 札幌市立北野小学校
- 札幌市立北野台小学校
- 札幌市立北野平小学校
- 札幌市立有明小学校

#### 江別市
- 江別市立江別第一小学校
- 江別市立江別第二小学校
- 江別市立豊幌小学校
- 江別市立江別太小学校
- 江別市立上江別小学校
- 江別市立中央小学校
- 江別市立対雁小学校
- 江別市立いずみ野小学校
- 江別市立北光小学校
- 江別市立野幌小学校
- 江別市立野幌若葉小学校
- 江別市立東野幌小学校
- 江別市立大麻小学校
- 江別市立大麻東小学校
- 江別市立大麻西小学校
- 江別市立大麻泉小学校
- 江別市立文京台小学校

#### 北広島市
- 北広島市立東部小学校
- 北広島市立西部小学校
- 北広島市立大曲小学校
- 北広島市立西の里小学校
- 北広島市立西の里小学校陽香分校
- 北広島市立双葉小学校
- 北広島市立緑ヶ丘小学校
- 北広島市立北の台小学校
- 北広島市立大曲東小学校

#### 恵庭市
- 恵庭市立恵庭小学校
- 恵庭市立島松小学校
- 恵庭市立和光小学校
- 恵庭市立柏小学校
- 恵庭市立松恵小学校
- 恵庭市立若草小学校
- 恵庭市立恵み野小学校
- 恵庭市立恵み野旭小学校

#### 千歳市
- 千歳市立泉沢小学校
- 千歳市立駒里小学校
- 千歳市立向陽台小学校
- 千歳市立千歳小学校
- 千歳市立千歳第二小学校
- 千歳市立桜木小学校
- 千歳市立支笏湖小学校
- 千歳市立信濃小学校
- 千歳市立祝梅小学校
- 千歳市立末広小学校
- 千歳市立高台小学校
- 千歳市立北陽小学校
- 千歳市立緑小学校
- 千歳市立みどり台小学校
- 千歳市立東小学校
- 千歳市立日の出小学校
- 千歳市立北栄小学校
- 千歳市立北進小学校

#### 石狩市
- 石狩市立石狩八幡小学校
- 石狩市立生振小学校
- 石狩市立紅南小学校
- 石狩市立花川小学校
- 石狩市立花川南小学校
- 石狩市立南線小学校
- 石狩市立緑苑台小学校
- 石狩市立厚田学園（義務教育学校）
- 石狩市立浜益小学校
- 石狩市立双葉小学校

#### 石狩郡
- 当別町立とうべつ学園（義務教育学校）
- 当別町立西当別小学校
- 新篠津村立新篠津小学校

### 渡島総合振興局

#### 函館市
- 函館市立弥生小学校
- 函館市立青柳小学校
- 函館市立あさひ小学校
- 函館市立中部小学校
- 函館市立北星小学校
- 函館市立八幡小学校
- 函館市立万年橋小学校
- 函館市立港小学校
- 函館市立大森浜小学校
- 函館市立中島小学校
- 函館市立千代田小学校
- 函館市立柏野小学校
- 函館市立駒場小学校
- 函館市立深堀小学校
- 函館市立本通小学校
- 函館市立北日吉小学校
- 函館市立北昭和小学校
- 函館市立湯川小学校
- 函館市立高丘小学校
- 函館市立上湯川小学校
- 函館市立旭岡小学校
- 函館市立鱒川小学校
- 函館市立銭亀沢小学校
- 函館市立桔梗小学校
- 函館市立中の沢小学校
- 函館市立南茅部小学校
- 函館市立昭和小学校
- 函館市立亀田小学校
- 函館市立赤川小学校
- 函館市立中央小学校
- 函館市立北美原小学校
- 函館市立南本通小学校
- 函館市立神山小学校
- 函館市立東山小学校
- 函館市立鍛神小学校
- 函館市立日吉が丘小学校
- 函館市立戸井学園（義務教育学校）
- 函館市立えさん小学校
- 函館市立椴法華小学校

#### 北斗市
- 北斗市立石別小学校
- 北斗市立沖川小学校
- 北斗市立上磯小学校
- 北斗市立久根別小学校
- 北斗市立谷川小学校
- 北斗市立浜分小学校
- 北斗市立茂辺地小学校
- 北斗市立市渡小学校
- 北斗市立大野小学校
- 北斗市立島川小学校
- 北斗市立萩野小学校

#### 松前郡
- 松前町立大島小学校
- 松前町立松城小学校
- 松前町立小島小学校
- 福島町立福島小学校
- 福島町立吉岡小学校

#### 上磯郡
- 知内町立知内小学校
- 木古内町立木古内小学校

#### 亀田郡
- 七飯町立大中山小学校
- 七飯町立大沼岳陽学校（義務教育学校）
  - 七飯町立大沼岳陽学校鈴蘭谷分校（義務教育学校）
- 七飯町立峠下小学校
- 七飯町立七重小学校
- 七飯町立藤城小学校

#### 茅部郡
- 鹿部町立鹿部小学校
- 森町立森小学校
- 森町立濁川小学校
- 森町立鷲ノ木小学校
- 森町立さわら小学校

#### 二海郡
- 八雲町立落部小学校
- 八雲町立野田生小学校
- 八雲町立八雲小学校
- 八雲町立浜松小学校
- 八雲町立東野小学校
- 八雲町立山越小学校
- 八雲町立熊石小学校

#### 山越郡
- 長万部町立長万部小学校

### 檜山振興局

#### 檜山郡
- 江差町立江差小学校
- 江差町立江差北小学校
- 江差町立南が丘小学校
- 上ノ国町立上ノ国小学校
- 上ノ国町立河北小学校
- 厚沢部町立厚沢部小学校
- 厚沢部町立館小学校

#### 爾志郡
- 乙部町立乙部小学校

#### 久遠郡
- せたな町立瀬棚小学校
- せたな町立北檜山小学校
- せたな町立久遠小学校

#### 奥尻郡
- 奥尻町立奥尻小学校
- 奥尻町立青苗小学校

#### 瀬棚郡
- 今金町立今金小学校
- 今金町立種川小学校

### 後志総合振興局

#### 小樽市
- 小樽市立忍路中央小学校
- 小樽市立塩谷小学校
- 小樽市立高島小学校
- 小樽市立幸小学校
- 小樽市立長橋小学校
- 小樽市立手宮中央小学校
- 小樽市立稲穂小学校
- 小樽市立花園小学校
- 小樽市立山の手小学校
- 小樽市立奥沢小学校
- 小樽市立潮見台小学校
- 小樽市立桜小学校
- 小樽市立望洋台小学校
- 小樽市立朝里小学校
- 小樽市立張碓小学校
- 小樽市立桂岡小学校
- 小樽市立銭函小学校

#### 島牧郡
- 島牧村立島牧小学校

#### 寿都郡
- 寿都町立寿都小学校
- 寿都町立潮路小学校
- 黒松内町立黒松内小学校
- 黒松内町立白井川小学校

#### 磯谷郡
- 蘭越町立蘭越小学校
- 蘭越町立昆布小学校

#### 虻田郡
- ニセコ町立ニセコ小学校
- ニセコ町立近藤小学校
- 真狩村立真狩小学校
- 留寿都村立留寿都小学校
- 喜茂別町立喜茂別小学校
- 京極町立京極小学校
- 倶知安町立倶知安小学校
- 倶知安町立北陽小学校
- 倶知安町立東小学校
- 倶知安町立西小学校
  - 倶知安町立西小学校樺山分校

#### 岩内郡
- 共和町立東陽小学校
- 共和町立西陵小学校
- 共和町立北辰小学校
- 岩内町立岩内西小学校
- 岩内町立岩内東小学校

#### 古宇郡
- 泊村立泊小学校
- 神恵内村立神恵内小学校

#### 積丹郡
- 積丹町立美国小学校
- 積丹町立余別小学校
- 積丹町立日司小学校

#### 古平郡
- 古平町立古平小学校

#### 余市郡
- 仁木町立仁木小学校
- 仁木町立銀山小学校
- 余市町立黒川小学校
- 余市町立沢町小学校
- 余市町立大川小学校
- 余市町立登小学校
- 赤井川村立赤井川小学校
- 赤井川村立都小学校

### 空知総合振興局

#### 夕張市
- 夕張市立ゆうばり小学校

#### 岩見沢市
- 岩見沢市立岩見沢小学校
- 岩見沢市立中央小学校
- 岩見沢市立南小学校
- 岩見沢市立志文小学校
- 岩見沢市立幌向小学校
- 岩見沢市立メープル小学校
- 岩見沢市立東小学校
- 岩見沢市立美園小学校
- 岩見沢市立日の出小学校
- 岩見沢市立第一小学校
- 岩見沢市立第二小学校
- 岩見沢市立北真小学校
- 岩見沢市立北村小学校
- 岩見沢市立くりさわ学舎（義務教育学校）

#### 美唄市
- 美唄市立東小学校
- 美唄市立中央小学校

#### 芦別市
- 芦別市立芦別小学校
- 芦別市立上芦別小学校

#### 赤平市
- 赤平市立赤平小学校

#### 三笠市
- 三笠市立三笠小学校
- 三笠市立岡山小学校

#### 滝川市
- 滝川市立滝川第一小学校
- 滝川市立滝川第二小学校
- 滝川市立滝川第三小学校
- 滝川市立西小学校
- 滝川市立東小学校
- 滝川市立江部乙小学校

#### 砂川市
- 砂川市立砂川小学校
- 砂川市立豊沼小学校
- 砂川市立中央小学校
- 砂川市立空知太小学校
- 砂川市立北光小学校

#### 歌志内市
- 歌志内市立歌志内学園（義務教育学校）

#### 深川市
- 深川市立深川小学校
- 深川市立一已小学校
- 深川市立北新小学校
- 深川市立納内小学校
- 深川市立音江小学校
- 深川市立多度志小学校

#### 空知郡
- 南幌町立南幌小学校
- 奈井江町立奈井江小学校
- 上砂川町立中央小学校

#### 夕張郡
- 由仁町立由仁小学校
- 長沼町立長沼小学校
- 栗山町立角田小学校
- 栗山町立栗山小学校
- 栗山町立継立小学校

#### 樺戸郡
- 月形町立月形小学校
- 浦臼町立浦臼小学校
- 新十津川町立新十津川小学校

#### 雨竜郡
- 妹背牛町立妹背牛小学校
- 秩父別町立秩父別小学校
- 雨竜町立雨竜小学校
- 北竜町立真竜小学校
- 沼田町立沼田小学校

### 上川総合振興局

#### 旭川市
- 旭川市立西御料地小学校
- 旭川市立朝日小学校
- 旭川市立旭川小学校
- 旭川市立旭川第三小学校
- 旭川市立旭川第五小学校
- 旭川市立愛宕小学校
- 旭川市立愛宕東小学校
- 旭川市立雨紛小学校
- 旭川市立江丹別小学校
- 旭川市立大町小学校
- 旭川市立神楽小学校
- 旭川市立神楽岡小学校
- 旭川市立神居小学校
- 旭川市立神居東小学校
- 旭川市立共栄小学校
- 旭川市立啓明小学校
- 旭川市立向陵小学校
- 旭川市立春光小学校
- 旭川市立新富小学校
- 旭川市立新町小学校
- 旭川市立末広小学校
- 旭川市立末広北小学校
- 旭川市立青雲小学校
- 旭川市立正和小学校
- 旭川市立大有小学校
- 旭川市立台場小学校
- 旭川市立高台小学校
- 旭川市立近文小学校
- 旭川市立近文第一小学校
- 旭川市立近文第二小学校
- 旭川市立知新小学校
- 旭川市立忠和小学校
- 旭川市立千代田小学校
- 旭川市立東栄小学校
- 旭川市立東光小学校
- 旭川市立富沢小学校
- 旭川市立豊岡小学校
- 旭川市立永山小学校
- 旭川市立永山西小学校
- 旭川市立永山東小学校
- 旭川市立永山南小学校
- 旭川市立西神楽小学校
- 旭川市立日章小学校
- 旭川市立東五条小学校
- 旭川市立東町小学校
- 旭川市立北鎮小学校
- 旭川市立北光小学校
- 旭川市立緑が丘小学校
- 旭川市立陵雲小学校
- 旭川市立緑新小学校

#### 士別市
- 士別市立士別小学校
- 士別市立士別南小学校
- 士別市立上士別小学校
- 士別市立多寄小学校
- 士別市立温根別小学校
- 士別市立糸魚小学校

#### 名寄市
- 名寄市立名寄小学校
- 名寄市立名寄東小学校
- 名寄市立名寄西小学校
- 名寄市立名寄南小学校
- 名寄市立中名寄小学校
- 名寄市立智恵文小中学校（義務教育学校）
- 名寄市立風連中央小学校

#### 富良野市
- 富良野市立東小学校
- 富良野市立富良野小学校
- 富良野市立扇山小学校
- 富良野市立鳥沼小学校
- 富良野市立麓郷小学校
- 富良野市立山部小学校
- 富良野市立樹海学校

#### 上川郡
- 鷹栖町立鷹栖小学校
- 鷹栖町立北野小学校
- 東神楽町立東神楽小学校
- 東神楽町立東聖小学校
- 東神楽町立志比内小学校
- 当麻町立当麻小学校
- 当麻町立宇園別小学校
- 比布町立比布中央学校
- 愛別町立愛別小学校
- 上川町立上川小学校
- 東川町立東川小学校
- 東川町立東川第一小学校
- 東川町立東川第二小学校
- 東川町立東川第三小学校
- 美瑛町立美瑛小学校
- 美瑛町立美瑛東小学校
- 美瑛町立美沢小学校
- 美瑛町立美進小学校
- 美瑛町立美馬牛小学校

#### 空知郡
- 上富良野町立上富良野小学校
- 上富良野町立上富良野西小学校
- 上富良野町立東中小学校
- 中富良野町立中富良野小学校
- 南富良野町立南富良野小学校
- 南富良野町立南富良野西小学校

#### 勇払郡
- 占冠村立占冠中央小学校
- 占冠村立トマム学校（義務教育学校）

#### 上川郡
- 和寒町立和寒小学校
- 剣淵町立剣淵小学校
- 下川町立下川小学校

#### 中川郡
- 美深町立美深小学校
- 美深町立仁宇布小学校
- 音威子府村立音威子府小学校
- 中川町立中央小学校

#### 雨竜郡
- 幌加内町立幌加内小学校
- 幌加内町立朱鞠内小学校

### 留萌振興局

#### 留萌市
- 留萌市立留萌小学校
- 留萌市立港北小学校
- 留萌市立潮静小学校
- 留萌市立緑丘小学校
- 留萌市立東光小学校

#### 留萌郡
- 小平町立小平小学校
- 小平町立鬼鹿小学校

#### 増毛郡
- 増毛町立増毛小学校

#### 苫前郡
- 苫前町立古丹別小学校
- 苫前町立苫前小学校
- 羽幌町立羽幌小学校
- 羽幌町立天売小学校
- 羽幌町立焼尻小学校
- 初山別村立初山別小学校

#### 天塩郡
- 遠別町立遠別小学校
- 天塩町立天塩小学校

### 宗谷総合振興局

#### 稚内市
- 稚内市立稚内中央小学校
- 稚内市立稚内港小学校
- 稚内市立稚内南小学校
- 稚内市立稚内東小学校
- 稚内市立潮見が丘小学校
- 稚内市立声問小学校
- 稚内市立宗谷小学校
- 稚内市立大岬小学校
- 稚内市立富磯小学校
- 稚内市立増幌小学校
- 稚内市立天北小学校

#### 宗谷郡
- 猿払村立鬼志別小学校
- 猿払村立知来別小学校
- 猿払村立浜鬼志別小学校
- 猿払村立浅茅野小学校

#### 枝幸郡
- 浜頓別町立浜頓別小学校
- 中頓別町立中頓別小学校
- 枝幸町立枝幸小学校
- 枝幸町立岡島小学校
- 枝幸町立音標小学校
- 枝幸町立風烈布小学校
- 枝幸町立目梨泊小学校
- 枝幸町立山臼小学校
- 枝幸町立歌登小学校
- 枝幸町立本幌別小学校

#### 天塩郡
- 豊富町立豊富小学校
- 豊富町立兜沼小学校
- 幌延町立幌延小学校
- 幌延町立問寒別小学校

#### 礼文郡
- 礼文町立礼文小学校
- 礼文町立香深井小学校
- 礼文町立船泊小学校

#### 利尻郡
- 利尻町立沓形小学校
- 利尻町立仙法志小学校
- 利尻富士町立鴛泊小学校
- 利尻富士町立利尻小学校

### オホーツク総合振興局

#### 北見市
- 北見市立相内小学校
- 北見市立上常呂小学校
- 北見市立小泉小学校
- 北見市立高栄小学校
- 北見市立北小学校
- 北見市立大正小学校
- 北見市立中央小学校
- 北見市立豊地小学校
- 北見市立西小学校
- 北見市立北光小学校
- 北見市立東小学校
- 北見市立東相内小学校
- 北見市立緑小学校
- 北見市立南小学校
- 北見市立美山小学校
- 北見市立三輪小学校
- 北見市立若松小学校
- 北見市立おんねゆ学園（義務教育学校）
- 北見市立留辺蘂小学校
- 北見市立端野小学校
- 北見市立川沿小学校
- 北見市立錦水小学校
- 北見市立常呂小学校

#### 網走市
- 網走市立網走小学校
- 網走市立潮見小学校
- 網走市立中央小学校
- 網走市立西小学校
- 網走市立西が丘小学校
- 網走市立白鳥台小学校
- 網走市立東小学校
- 網走市立南小学校
- 網走市立呼人小学校

#### 紋別市
- 紋別市立紋別小学校
- 紋別市立潮見小学校
- 紋別市立南丘小学校
- 紋別市立渚滑小学校
- 紋別市立上渚滑小学校

#### 網走郡
- 大空町立女満別小学校
- 大空町立東藻琴小学校
- 美幌町立旭小学校
- 美幌町立東陽小学校
- 美幌町立美幌小学校
- 津別町立津別小学校

#### 斜里郡
- 斜里町立知床ウトロ学校（義務教育学校）
- 斜里町立斜里小学校
- 斜里町立朝日小学校
- 清里町立清里小学校
- 小清水町立小清水小学校

#### 常呂郡
- 訓子府町立訓子府小学校
- 訓子府町立居武士小学校
- 置戸町立置戸小学校
- 佐呂間町立佐呂間小学校
- 佐呂間町立浜佐呂間小学校
- 佐呂間町立若佐小学校

#### 紋別郡
- 遠軽町立遠軽小学校
- 遠軽町立東小学校
  - 遠軽町立東小学校望の岡分校
- 遠軽町立南小学校
- 遠軽町立丸瀬布小学校
- 遠軽町立生田原小学校
- 遠軽町立安国小学校
- 遠軽町立白滝小学校
- 湧別町立ゆうべつ学園（義務教育学校）
- 湧別町立上湧別学園（義務教育学校）
- 湧別町立芭露学園（義務教育学校）
- 滝上町立滝上小学校
- 興部町立興部小学校
- 興部町立沙留小学校
- 興部町立富丘小学校
- 西興部村立西興部小学校
- 雄武町立雄武小学校
- 雄武町立栄丘小学校
- 雄武町立沢木小学校

### 胆振総合振興局

#### 室蘭市
- 室蘭市立海陽小学校
- 室蘭市立喜門岱小学校
- 室蘭市立みなと小学校
- 室蘭市立白蘭学園（義務教育学校）
- 室蘭市立天神小学校
- 室蘭市立蘭北小学校
- 室蘭市立地球岬小学校
- 室蘭市立旭ヶ丘小学校
- 室蘭市立八丁平小学校

#### 登別市
- 登別市立青葉小学校
- 登別市立富岸小学校
- 登別市立登別小学校
- 登別市立幌別小学校
- 登別市立幌別西小学校
- 登別市立若草小学校
- 登別市立鷲別小学校

#### 苫小牧市
- 苫小牧市立明野小学校
- 苫小牧市立泉野小学校
- 苫小牧市立糸井小学校
- 苫小牧市立ウトナイ小学校
- 苫小牧市立植苗小中学校
- 苫小牧市立清水小学校
- 苫小牧市立澄川小学校
- 苫小牧市立大成小学校
- 苫小牧市立拓進小学校
- 苫小牧市立拓勇小学校
- 苫小牧市立樽前小学校
- 苫小牧市立苫小牧西小学校
- 苫小牧市立苫小牧東小学校
- 苫小牧市立豊川小学校
- 苫小牧市立錦岡小学校
- 苫小牧市立日新小学校
- 苫小牧市立沼ノ端小学校
- 苫小牧市立北星小学校
- 苫小牧市立北光小学校
- 苫小牧市立美園小学校
- 苫小牧市立緑小学校
- 苫小牧市立勇払小学校
- 苫小牧市立若草小学校

#### 伊達市
- 伊達市立大滝徳舜瞥学校（義務教育学校）
- 伊達市立関内小学校
- 伊達市立伊達小学校
- 伊達市立伊達西小学校
- 伊達市立東小学校
- 伊達市立星の丘小学校
- 伊達市立稀府小学校

#### 虻田郡
- 豊浦町立大岸小学校
- 豊浦町立豊浦小学校
- 豊浦町立礼文華小学校
- 洞爺湖町立虻田小学校
- 洞爺湖町立とうや小学校
- 洞爺湖町立洞爺湖温泉小学校

#### 有珠郡
- 壮瞥町立壮瞥小学校

#### 白老郡
- 白老町立虎杖小学校
- 白老町立白老小学校
- 白老町立竹浦小学校
- 白老町立萩野小学校

#### 勇払郡
- 安平町立追分小学校
- 安平町立早来学園（義務教育学校）
- 厚真町立厚真中央小学校
- 厚真町立上厚真小学校
- むかわ町立穂別小学校
- むかわ町立鵡川中央小学校

### 日高振興局

#### 沙流郡
- 日高町立厚賀小学校
- 日高町立富川小学校
- 日高町立門別小学校
- 日高町立日高小学校
- 平取町立貫気別小学校
- 平取町立平取小学校
- 平取町立紫雲古津小学校
- 平取町立振内小学校
- 平取町立二風谷小学校

#### 新冠郡
- 新冠町立新冠小学校

#### 日高郡
- 新ひだか町立静内小学校
- 新ひだか町立高静小学校
- 新ひだか町立三石小学校

#### 浦河郡
- 浦河町立浦河小学校
- 浦河町立浦河東部小学校
- 浦河町立堺町小学校
- 浦河町立荻伏小学校

#### 様似郡
- 様似町立様似小学校

#### 幌泉郡
- えりも町立えりも小学校
- えりも町立えりも岬小学校
- えりも町立庶野小学校
- えりも町立笛舞小学校

### 十勝総合振興局

#### 帯広市
- 帯広市立愛国小学校
- 帯広市立稲田小学校
- 帯広市立大空学園義務教育学校
- 帯広市立帯広小学校
- 帯広市立柏小学校
- 帯広市立開西小学校
- 帯広市立川西小学校
- 帯広市立清川小学校
- 帯広市立啓西小学校
- 帯広市立啓北小学校
- 帯広市立広陽小学校
- 帯広市立光南小学校
- 帯広市立栄小学校
- 帯広市立大正小学校
- 帯広市立つつじが丘小学校
- 帯広市立豊成小学校
- 帯広市立西小学校
- 帯広市立花園小学校
- 帯広市立東小学校
- 帯広市立広野小学校
- 帯広市立北栄小学校
- 帯広市立緑丘小学校
- 帯広市立明星小学校
- 帯広市立明和小学校
- 帯広市立森の里小学校
- 帯広市立若葉小学校

#### 河東郡
- 音更町立音更小学校
- 音更町立木野東小学校
- 音更町立駒場小学校
- 音更町立下音更小学校
- 音更町立下士幌小学校
- 音更町立鈴蘭小学校
- 音更町立東中音更小学校
- 音更町立西中音更小学校
- 音更町立東士狩小学校
- 音更町立東士幌小学校
- 音更町立柳町小学校
- 音更町立緑陽台小学校
- 士幌町立上居辺小学校
- 士幌町立士幌小学校
- 士幌町立中士幌小学校
- 上士幌町立上士幌小学校
- 鹿追町立瓜幕小学校
- 鹿追町立鹿追小学校
- 鹿追町立笹川小学校
- 鹿追町立通明小学校

#### 上川郡
- 新得町立屈足南小学校
- 新得町立新得小学校
- 新得町立富村牛小学校
- 清水町立清水小学校
- 清水町立御影小学校

#### 河西郡
- 芽室町立上美生小学校
- 芽室町立芽室小学校
- 芽室町立芽室西小学校
- 芽室町立芽室南小学校
- 中札内村立中札内小学校
- 中札内村立上札内小学校
- 更別村立更別小学校
- 更別村立上更別小学校

#### 広尾郡
- 大樹町立大樹小学校
- 広尾町立豊似小学校
- 広尾町立広尾小学校

#### 中川郡
- 幕別町立札内北小学校
- 幕別町立札内南小学校
- 幕別町立糠内小学校
- 幕別町立幕別小学校
- 幕別町立忠類小学校
- 幕別町立途別小学校
- 幕別町立白人小学校
- 幕別町立明倫小学校
- 池田町立池田小学校
- 豊頃町立豊頃小学校
- 豊頃町立大津小学校
- 本別町立本別中央小学校
- 本別町立勇足小学校

#### 足寄郡
- 足寄町立足寄小学校
- 足寄町立大誉地小学校
- 足寄町立芽登小学校
- 足寄町立螺湾小学校
- 陸別町立陸別小学校

#### 十勝郡
- 浦幌町立浦幌小学校
- 浦幌町立上浦幌中央小学校

### 釧路総合振興局

#### 釧路市
- 釧路市立愛国小学校
- 釧路市立青葉小学校
- 釧路市立芦野小学校
- 釧路市立興津小学校
- 釧路市立大楽毛小学校
- 釧路市立共栄小学校
- 釧路市立音別小学校
- 釧路市立光陽小学校
- 釧路市立湖畔小学校
- 釧路市立桜が丘小学校
- 釧路市立東雲小学校
- 釧路市立昭和小学校
- 釧路市立城山小学校
- 釧路市立新陽小学校
- 釧路市立清明小学校
- 釧路市立朝陽小学校
- 釧路市立中央小学校
- 釧路市立鶴野小学校
- 釧路市立鳥取小学校
- 釧路市立鳥取西小学校
- 釧路市立美原小学校
- 釧路市立武佐小学校
- 釧路市立山花小学校
- 釧路市立阿寒小学校
- 釧路市立阿寒湖義務教育学校

#### 釧路郡
- 釧路町立昆布森小学校
- 釧路町立遠矢小学校
- 釧路町立富原小学校
- 釧路町立別保小学校
- 釧路町立知方学小学校

#### 厚岸郡
- 厚岸町立厚岸小学校
- 厚岸町立太田小学校
- 厚岸町立真龍小学校
- 浜中町立霧多布小学校
- 浜中町立浜中小学校
- 浜中町立茶内小学校
- 浜中町立散布小学校

#### 川上郡
- 標茶町立磯分内小学校
- 標茶町立標茶小学校
- 標茶町立虹別小学校
- 標茶町立沼幌小学校
- 標茶町立中茶安別小学校
- 標茶町立塘路小学校
- 弟子屈町立川湯小学校
- 弟子屈町立弟子屈小学校
- 弟子屈町立美留和小学校
- 弟子屈町立和琴小学校

#### 阿寒郡
- 鶴居村立鶴居小学校
- 鶴居村立下幌呂小学校

#### 白糠郡
- 白糠町立庶路学園（義務教育学校）
- 白糠町立白糠学園（義務教育学校）
- 白糠町立茶路小学校

### 根室振興局

#### 根室市
- 根室市立成央小学校
- 根室市立花咲小学校
- 根室市立花咲港小学校
- 根室市立北斗小学校
- 根室市立海星学校（義務教育学校）
- 根室市立歯舞学園（義務教育学校）
- 根室市立厚床小中学校（義務教育学校）
- 根室市立おちいし義務教育学校（義務教育学校）

#### 野付郡
- 別海町立上春別小学校
- 別海町立上西春別小学校
- 別海町立上風連小学校
- 別海町立中春別小学校
- 別海町立西春別小学校
- 別海町立野付小学校
- 別海町立別海中央小学校

#### 標津郡
- 中標津町立中標津小学校
- 中標津町立広陵小学校
- 中標津町立計根別学園（義務教育学校）
- 中標津町立丸山小学校
- 中標津町立中標津東小学校
- 標津町立川北小学校
- 標津町立標津小学校

#### 目梨郡
- 羅臼町立春松小学校
- 羅臼町立羅臼小学校

## 私立小学校

### 石狩振興局

#### 札幌市北区
- 札幌三育小学校

#### 札幌市豊平区
- 田中学園立命館慶祥小学校

### 渡島総合振興局

#### 函館市
- 函館三育小学校

### 空知総合振興局

#### 長沼町
- まおい学びのさと小学校

### 胆振総合振興局

#### 虻田郡
- いずみの学校初等部